# Награда Сезар за најбољу глумицу у главној улози
Награда Сезар за најбољу глумицу (фр. César de la meilleure actrice) једна је од награда Сезар коју почев од 1976. сваке године додељује Академија кинематографске уметности и технологије (енгл. Académie des Arts et Techniques du Cinéma) за изузетан перформанс глумице у главној улози, која је годину пре одржавања церемоније снимала у француској филмској индустрији. Номиноване и победнице се бирају у два круга гласања свих чланова AATC.

## Добитнице
- 1976: Роми Шнајдер — Важно је волети
- 1977: Ани Жирардо — Докторка Франсоаз Гајан
- 1978: Симон Сињоре — Цео живот је пред тобом
- 1979: Роми Шнајдер — Сасвим обична прича
- 1980: Миу-Миу — Бекство
- 1981: Катрин Денев — Последњи метро
- 1982: Изабел Ађани — Посесивност
- 1983: Натали Бај — Баланс
- 1984: Изабел Ађани — L'Été meurtrier
- 1985: Сабин Азема — Недеља на селу
- 1986: Сандрин Бонер — Sans toit ni loi
- 1987: Сабин Азема — Мело
- 1988: Анемон — Le Grand Chemin
- 1989: Изабел Ађани — Камиј Клодел
- 1990: Карол Буке — Trop belle pour toi
- 1991: Ан Паријо — Никита
- 1992: Жана Моро — La Vieille qui marchait dans la mer
- 1993: Катрин Денев — Индокина
- 1994: Жилијет Бинош — Три боје: плаво
- 1995: Изабел Ађани — Краљица Марго
- 1996: Изабел Ипер — Церемонија
- 1997: Фани Ардан — Pédale douce
- 1998: Аријан Аскарид — Маријус и Жанет
- 1999: Елоди Буше — La vie rêvée des anges
- 2000: Карен Вијар — Haut les cœurs
- 2001: Доминик Блан — Stand By
- 2002: Емануел Девос — Sur mes lèvres
- 2003: Изабел Каре — Se souvenir des belles choses
- 2004: Силви Тести — Stupeur et tremblements
- 2005: Јолан Моро — Quand la mer monte
- 2006: Натали Бај — Le Petit Lieutenant
- 2007: Марина Андс — Lady Chatterley
- 2008: Марион Котијар — Живот у ружичастом
- 2009: Јолан Моро — Séraphine
- 2010: Изабел Ађани — La Journée de la jupe
- 2011: Сара Форестје — Le Nom des gens
- 2012: Беренис Бежо — The Artist
- 2013: Емануел Рива — Љубав
- 2014: Сандрин Киберлен — 9 mois ferme
- 2015: Адел Енел — The Artist
- 2016: Катрин Фро — Маргерит
- 2017: Изабел Ипер — Она
- 2018: Жан Балибар — Барбара
- 2019: Леа Дрикер — Jusqu'à la garde
- 2020: Анаис Демустје — Алис и градоначелник
- 2021: Лор Калами — Мој магарац, мој љубавник и ја
- 2022: Валери Лемерсје — Алин
- 2023: Виржини Ефира — Сећања на Париз
- 2024: Сандра Хилер — Анатомија пада